# Blud z Bludova
Blud z Bludova (druhá polovina 12. století – počátek 13. století / 1195–1215) byl moravský šlechtic a předek významného moravského rodu Žerotínů.

## Život

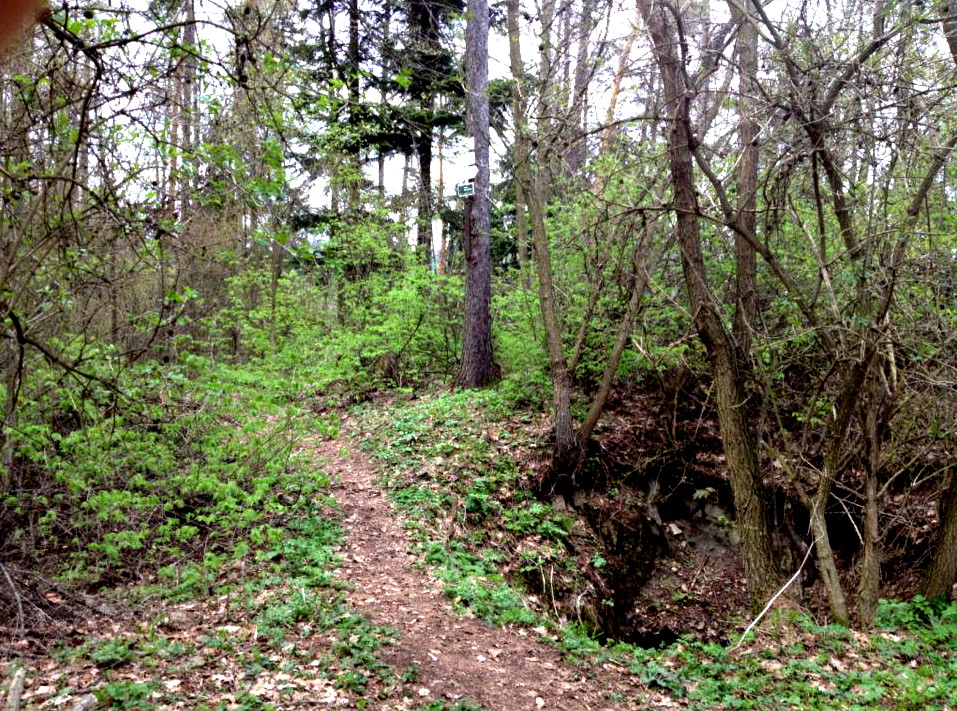
Někdejší bludovský hrad

Jeho jméno se v záznamech objevuje kolem roku 1200, kdy zastával úřad nejvyššího lovčího na Moravě a v letech 1213–1215 jako přerovský purkrabí.  Byl pravděpodobným zakladatelem obce Bludov u Šumperka. Zdejší hrad založil sám Blud nebo některý z jeho potomků v polovině 13. století. 

Měl dva syny Oneše (1209–1249) a Viktora (1224–1239) a Bluda, který zemřel v dětském věku.